# ریچارد باودلر شارپ

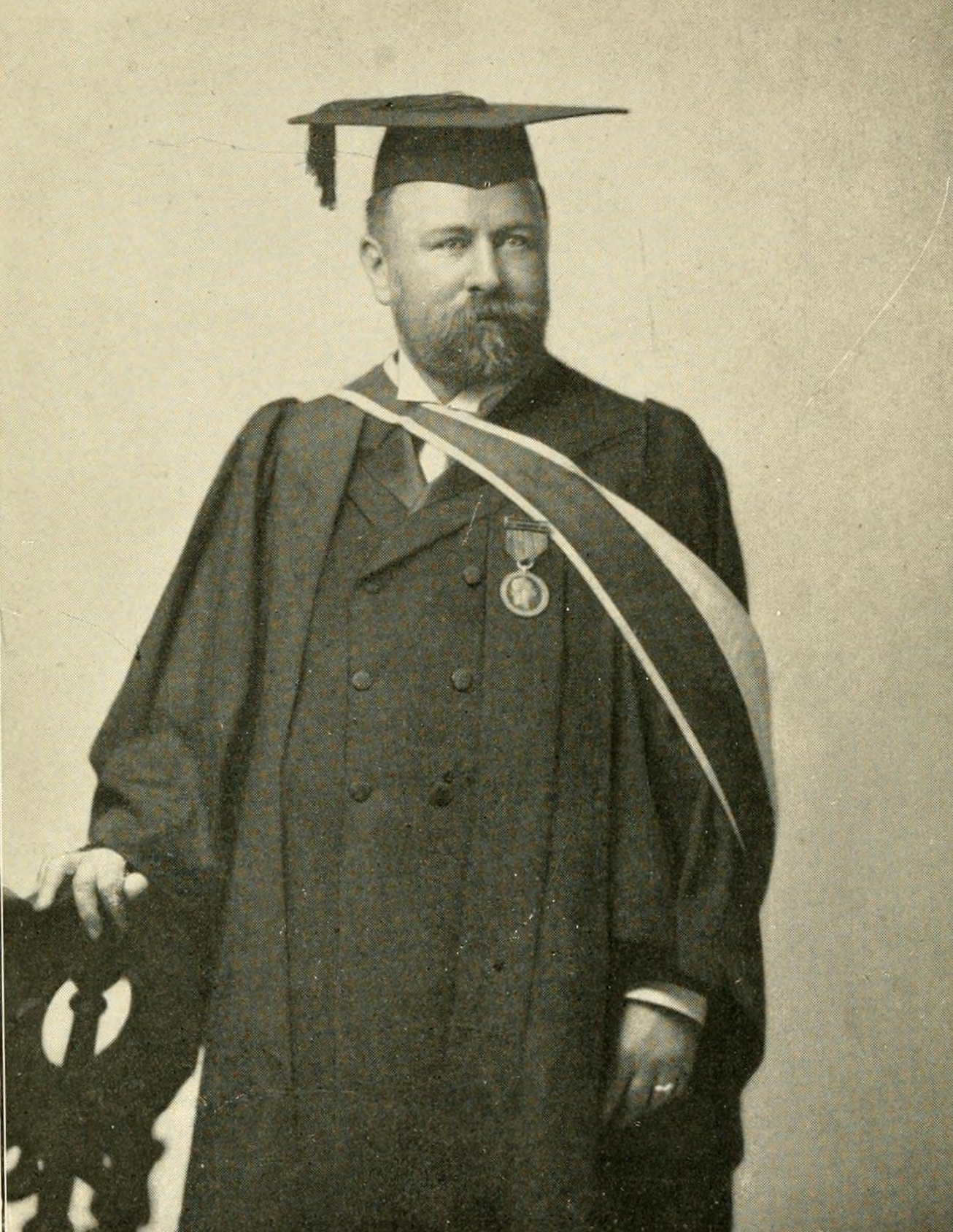
پس از دریافت مدرک دکترا از دانشگاه اَبردین

ریچارد باودلر شارپ (زاده ۲۲ نوامبر ۱۸۴۷ – درگذشته ۲۵ دسامبر ۱۹۰۹) جانورشناس و پرنده‌شناس انگلیسی بود که به عنوان متصدی مجموعه پرندگان در موزه تاریخ طبیعی بریتانیا کار می‌کرد. او در طول کار خود چندین تک‌نگاشت دربارهٔ گروه‌های پرندگان منتشر کرد و یک کاتالوگ چندجلدی از نمونه‌های موجود در مجموعه موزه تهیه کرد. او بسیاری از گونه‌های جدید پرنده را توصیف کرد و همچنین گونه‌هایی نیز به افتخار او توسط پرنده‌شناسان دیگر ازجمله پنجه‌دراز شارپ (Macronyx sharpei) و سار شارپ (Pholia sharpii) نام‌گذاری کردند.
- بوچانگای شارپ (Dicrurus Sharpei)
- نازک‌مرغ شارپ (Apalis sharpii)
- سار شارپ (Pholia sharpii)
- مرگ‌نشان شارپ (Sheppardia sharpei)

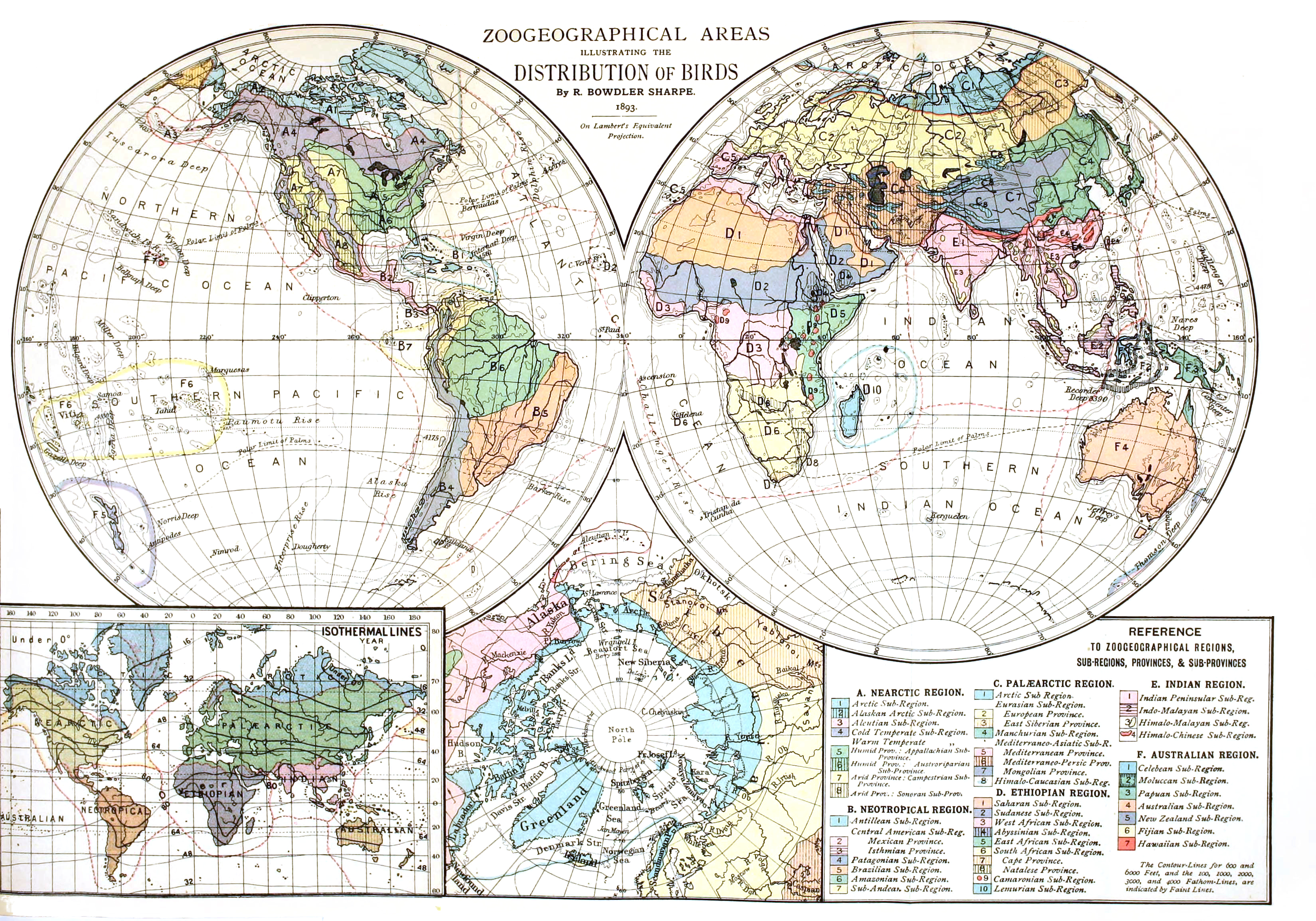
نقشه جغرافیای جانوری شارپ

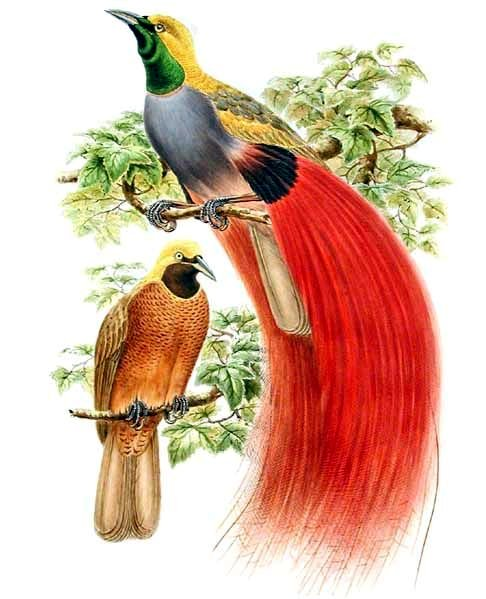
کتاب‌های پرندگان توسط باودلر شارپ: مرغان بهشتی نر مانند Paradisaea decora برای جفت‌گیری با الگوها و نمایش‌های پیچیده که با گزینش جنسی ایجاد شده‌اند، رقابت می‌کنند.

- پنجه‌دراز شارپ (Macronyx Sharpei)